# Чорна мамба
Чорна мамба (Dendroaspis polylepis) — вид змій, що населяє Африку. Вона має небезпечну отруту, яка вбиває за декілька годин. Її довжина сягає до 4,5 метрів. Вона є найшвидшою змією на Землі і розганяється до 19 км/год. Отруйна змія, така, як чорна мамба завжди наводять жах в тих краях, в яких вони мешкають. Вільні від цієї загрози тільки жителі північних районів, де для цих плазунів дуже холодно, і ті, хто живе на деяких віддалених та ізольованих островах, на зразок островів Кука. Чорна мамба широко відома у всьому світі, як одна з найотруйніших змій, зустріч з якою запросто може закінчитися дуже сумно.

## Особливості будови
Рухомо сполучені кістки лівої та правої частин щелеп дають змогу заковтувати велику здобич цілком. Барабанні перетинки у змій відсутні, а прозорі та нерухомі повіки приросли до поверхні ока. Хребет складається з великої кількості хребців (до 450), грудна клітка відсутня, що забезпечує велику гнучкість тіла.

## Факти про чорну мамбу
1. У дикій природі ці змії живуть тільки в Африці.
2. Серед всіх отруйних змій чорна мамба є другою за розмірами. Більшою за неї є тільки королівська кобра, нітрохи не менш небезпечна. У довжину доросла мамба може досягати трьох метрів.
3. Незважаючи на свою назву, чорна мамба насправді не чорного кольору. А ось порожнина її пащі чорна, як ніч, тому вона і отримала свою назву.
4. Вона є однією з найшвидших у світі змій. Чорна мамба може повзати зі швидкістю до 11 км/г.
5. Зараз протиотрута від укусу чорної мамби відома, і, якщо її вчасно ввести вкушеному, загрози для життя не буде. В іншому випадку смерть неминуча, причому іноді вона настає менше, ніж через годину.
6. Більшість мамб веде деревний спосіб життя, але чорна живе на землі.
7. На відміну від більшості змій, які нападають на занадто великого ворога, на зразок людини, тільки в якості захисту, чорні мамби дуже агресивні, і вони нерідко нападають першими.
8. Під час шлюбного сезону, самці чорної мамби б’ються між собою заради прихильності самки. При цьому вони не кусають один одного. Отрута цієї змії, до речі, смертельна для неї самої.
9. При такій значній довжині вага дорослої чорної мамби рідко перевищує 1,5 кг.
10. В якості притулку вони часто використовують дупла дерев або порожні старі термітники.
11. Новонароджені чорні мамби в довжину зазвичай досягають 40-50 сантиметрів, і через кілька годин після народження вони вже виповзають на своє перше полювання.
12. У середньому в країнах Африки щорічно до 10,000 чоловік гине від укусів чорної мамби, причому це лише зафіксовані випадки. Реальних випадків набагато більше, але вони ніяк не відстежуються. Це відбувається через вторгнення людей в місця проживання цих змій, які не хочуть зніматися з звичних місць.
13. Обідом чорної мамби може послужити будь-яка істота, яку вона здатна впіймати і проковтнути, щось на кшталт птахів або мишей.
14. Зустріч з безстрашними звірками мангустами зазвичай виявляється смертельною для мамби — в сутичці з настільки гнучким, спритним і абсолютно безстрашним противником у неї мало шансів, незважаючи на свою моторошну отруту.
15. У деяких країнах, наприклад, у Кенії, чорні мамби зустрічаються навіть на значній висоті, аж до 1,8 кілометрів над рівнем моря.
16. Полює чорна мамба, нападаючи з засідки, причому вона може місяцями використовувати одне і те ж місце, запам’ятовуючи його і повертаючись туди кожен раз, поки там є шанс зловити здобич.
17. В той час як деякі удави можуть перетравлювати здобич тижнями, чорна мамба засвоює її через 7-10 годин, і знову виповзає на полювання. Вночі вона зазвичай спить, а вдень шукає їжу.[2]